# Interstate 185 (Caroline du Sud)
L'Interstate 185 (I-185) est une autoroute auxiliaire de 17,7 miles (28,5 km) dans le comté de Greenville en Caroline du Sud. L'I-185 sert de route collectrice de l'I-85 dans la ville de Greenville ainsi que de raccourci pour les automobilistes se dirigeant vers l'I-385 depuis l'I-85 nord. Un segment de l'I-185 est une autoroute à péage et est connu comme le "Southern Connector". Avec l'I-385, l'I-185 forme une boucle partielle autour de Greenville et ses banlieues sud.

## Description du tracé
Le terminus nord de l'I-185 débute à une intersection à niveau avec Henrydale Avenue. Au nord de cette intersection, la US 29 continue comme la Mills Avenue vers le centre-ville de Greenville. L'I-185 se dirige vers le sud jusqu'à ce qu'elle rencontre l'I-85.
À partir de la sortie 12, l'I-185 devient une route à péage. Certaines sorties disposent de postes de péage. Près du terminus sud de l'I-185, à la jonction avec l'I-385, l'autoroute entre dans les limites de Mauldin. Elle se termine lorsqu'elle rencontre l'I-385.

## Liste des sorties
| Interstate 185                                    |              |       |       |                      |                                                           |                                                                              |
| Comté                                             | Municipalité | mi    | km    | Sortie               | Intersections / Destinations                              | Notes                                                                        |
| Greenville                                        |              |       |       |                      | I-385 nord – Greenville, Spartanburg, Mauldin             | Sortie 31 de l'I-385                                                         |
| Greenville                                        |              |       |       | 31A                  | SC 417 (en) (Laurens Road) – Simpsonville, Mauldin        | Pas d'entrée en direction sud                                                |
| Greenville                                        |              | 0,00  | 0,00  | 1B                   | I-385 sud – Columbia                                      | Sortie direction sud, entrée direction nord; sortie 30 de l'I-385            |
| Greenville                                        |              | 0,28  | 0,45  | 1A                   | Neely Ferry Road / E. Stansing Springs Road               | Sortie direction sud, entrée direction nord                                  |
| Greenville                                        |              | 1,79  | 2,88  | Poste de péage est   | Poste de péage est                                        | Poste de péage est                                                           |
| Greenville                                        |              | 3,77  | 6,07  | 4                    | Fork Shoals Road                                          | Péage sortie direction sud et entrée direction nord                          |
| Greenville                                        |              | 6,63  | 10,67 | 7                    | US 25 (Augusta Road) – Ware Place, Greenville             | Indiqué sortie 7A (nord) et 7B (sud) en direction nord                       |
| Greenville                                        | Golden Grove | 9,74  | 15,68 | 10                   | SC 20 (en) (Piedmont Highway) – Greenville, Piedmont      | Péage sortie direction nord et entrée direction sud                          |
| Greenville                                        |              | 10,62 | 17,09 | Poste de péage ouest | Poste de péage ouest                                      | Poste de péage ouest                                                         |
| Greenville                                        |              | 11,61 | 18,68 | 12                   | SC 153 (en) nord vers US 123 – Easley, Clemson            |                                                                              |
| Greenville                                        |              | 13,68 | 22,02 | 14                   | I-85 / US 29 sud – Spartanburg, Atlanta                   | Terminus sud du multiplex avec US 29; indiqué sortie 14A (nord) et 14B (sud) |
| Greenville                                        |              | 14,96 | 24,08 | 15                   | US 25 (White Horse Road) – Travelers Rest                 | Sortie direction nord, entrée direction sud                                  |
| Greenville                                        | Dunean       | 15,36 | 24,72 | 16                   | US 25 / SC 20 (en) (Grove Road) – Piedmont                | Sortie direction sud, entrée direction nord                                  |
| Greenville                                        | Greenville   | 16,40 | 26,39 | —                    | US 29 nord (Mills Avenue) / Henrydale Avenue – Greenville | Terminus nord du multiplex avec US 29; intersection à niveau                 |
| - Terminus de multiplex - Péage - Accès incomplet |              |       |       |                      |                                                           |                                                                              |